# Steve Geppi
Steve Geppi né à Baltimore le 24 janvier 1950 est un distributeur et éditeur américain. 

## Biographie
Stephen A. Geppi naît à Baltimore le 24 janvier 1950. Après être passé d'un travail à l'autre, il travaille comme postier jusqu'en 1974. À cette date, il décide d'ouvrir une librairie spécialisée dans les comics. Il propose les nouveautés mais passe aussi beaucoup de temps à chercher les comics anciens. En 1982, il possède quatre magasins. Au début des années 1990, il fonde la société de distribution Diamond Comic Distribution. Cette société devient en quelques années une des plus importantes. En 1994, Diamond possède 27 entrepôts aux États-Unis, Canada et Royaume-Uni et emploie entre 750 et 900 personnes. Elle a sa propre société de transport et contrôle 45% du marché faisant 222 millions de dollars de ventes. En 1996 l'autre grande société de distribution Capital City risque la banqueroute et est racheté pat Diamond. En 1996, la société de distribution de Marvel Comics est aussi menacée de disparaître et Steve Geppi en profite pour signer un contrat d'exclusivité avec Marvel comme il l'avait fait quelques années plus tôt avec DC Comics, Dark Horse Comics et Image Comics. EN 1996, Diamond est en situation de monopole pour la distribution de comics.